# تيم هودسون
تيم هودسون (27 مارس 1975 في المملكة المتحدة - )  (بالإنجليزية: Tim Hodgson)‏ هو لاعب كريكت بريطاني. لعب مع نادي مقاطعة ساسكس للكريكت ‏ وSurrey Cricket Board ‏.